# آب‌انبار سیف الدین باخرزی
آب‌انبار سیف الدین باخرزی مربوط به سده ۱۰ ق است و در شهرستان خواف، شهر خواف - خیابان ۷۲تن، ۷۲تن ۱۴ واقع شده و این اثر در تاریخ ۲۲ مرداد ۱۳۸۴ با شمارهٔ ثبت ۱۳۱۹۶ به‌عنوان یکی از آثار ملی ایران به ثبت رسیده‌است.